# Lassay-sur-Croisne
Lassay-sur-Croisne là một xã thuộc tỉnh Loir-et-Cher trong vùng Centre-Val de Loire miền trung nước Pháp.